# Reggatta de Blanc
| 전문가 평가                   | 전문가 평가 |
| 평가 점수                     | 평가 점수   |
| 출처                          | 점수        |
| ----------------------------- | ----------- |
| AllMusic                      | [ 1 ]       |
| Chicago Tribune               | [ 2 ]       |
| Christgau's Record Guide      | B−          |
| Encyclopedia of Popular Music | [ 4 ]       |
| The Great Rock Discography    | 7/10        |
| MusicHound Rock               | 4/5         |
| The Rolling Stone Album Guide | [ 6 ]       |
| The Sacramento Bee            | [ 7 ]       |
| Spin Alternative Record Guide | 7/10        |
| Uncut                         | [ 9 ]       |

《Reggatta de Blanc》은 A&M 레코드가 1979년 10월 2일, 발표한 영국의 록 밴드 폴리스의 두 번째 스튜디오 음반이다. 이 밴드는 영국 음반 차트에서 1위를 차지한 첫 번째 음반이었고 첫 번째 영국 1위 싱글 〈Message in a Bottle〉과 〈Walking on the Moon〉이 수록되어 있다. 1980년 초, 이 음반은 미국에서 디스크당 한 장씩 두 장의 10인치 디스크로 재발행되었고 밴드의 포스터와 함께 수집판으로 재발행되었다.
그 음악은 레게와 프론트맨 스팅의 카리브해 음향을 독특하게 살린 것이 특징이다. 이 음반의 제목은 프랑스어로 "화이트 레게"로 느슨하게 번역되어 있다. 이 음반은 1978년 데뷔 음반 《Outlandos d'Amour》에 이어 이 밴드의 두 번째 프랑스 제목 음반이었다. 《Reggatta de Blanc》은 이전 음반보다 더 인기 있고 성공적이었다. 이 타이틀곡은 이 밴드가 최초로 최우수 록 인스트루멘탈 퍼포먼스 그래미 어워드를 수상하게 했다.
2003년, 《Reggatta de Blanc》은 《롤링 스톤》이 선정한 역사상 가장 위대한 음반 500장 중 369위에 올랐다.

## 배경
《Reggatta de Blanc》은 녹음하는데 4주가 걸렸고, 몇 달에 걸쳐 간격을 두었다. 후임자인 《Zenyatta Mondatta》와 달리, 그 밴드에 대한 압력은 없었다. 세션 중 드러머 스튜어트 코플랜드는 "그냥 스튜디오에 들어가서 '맞아, 누가 첫 번째 곡을 만들었어?'라고 말했어요. 들어가기도 전에 리허설도 안 했거든요."
이 유망한 밴드에 더 큰 스튜디오와 더 유명한 프로듀서를 제공하고자 했던 A&M 레코드의 바람과 반대로, 폴리스는 다시 서리 사운드에서 나이젤 그레이와 함께 녹음하기로 결정했다. 적은 예산(6,000파운드에서 9,000파운드)은 이전 음반인 《Outlandos d'Amour》의 수익으로 쉽게 충당되었고, 음반사가 밴드의 실제 음악을 만드는 데 있어 통제력을 갖지 못하게 되었다.
《Outlandos d'Amour》는 스팅의 생애에서 가장 다작의 작곡 시기로부터 혜택을 받은 반면, 《Reggatta de Blanc》의 녹음 세션은 신소재가 너무 부족해서 한때 〈Fall Out〉을 재녹음하는 것까지 고려했다. 그 공백을 메우기 위해 스팅과 코프랜드는 그들이 작곡한 오래된 노래들을 파헤쳤고 그 요소들을 이용해 새로운 노래를 만들었다. 〈Bring on the Night〉의 가사 대부분은 스팅의 마지막 출구 곡인 〈Carrion Prince (O Ye of Little Hope)〉과 〈The Bed's Too Big Without You〉에서 비슷하게 시작되었고, 〈Does Everyone Stare〉는 코플랜드가 대학에서 작곡한 피아노 곡에서 유래되었다. 폐막곡 〈No Time This Time〉은 1978년 11월 〈So Lonely〉의 B-사이드였고 음반의 실행 시간을 늘리기 위해 추가되었다.

## 곡 목록
| #  | 제목                     | 작사·작곡                            | 재생 시간 |
| -- | ------------------------ | ------------------------------------ | --------- |
| 1. | 〈Message in a Bottle〉  | 스팅                                 | 4:51      |
| 2. | 〈Reggatta de Blanc〉    | 앤디 서머스, 스팅, 스튜어트 코플랜드 | 3:06      |
| 3. | 〈It's Alright for You〉 | 스팅, 코플랜드                       | 3:13      |
| 4. | 〈Bring on the Night〉   | 스팅                                 | 4:15      |
| 5. | 〈Deathwish〉            | 서머스, 스팅, 코플랜드               | 4:13      |

| #   | 제목                              | 작사·작곡 | 재생 시간 |
| --- | --------------------------------- | --------- | --------- |
| 6.  | 〈Walking on the Moon〉           | 스팅      | 5:02      |
| 7.  | 〈On Any Other Day〉              | 코플랜드  | 2:57      |
| 8.  | 〈The Bed's Too Big Without You〉 | 스팅      | 4:26      |
| 9.  | 〈Contact〉                       | 코플랜드  | 2:38      |
| 10. | 〈Does Everyone Stare〉           | 코플랜드  | 3:52      |
| 11. | 〈No Time This Time〉             | 스팅      | 3:17      |

## 인증
| 국가                                                                                         | 인증     | 판매량/출하량 |
| -------------------------------------------------------------------------------------------- | -------- | ------------- |
| 오스트레일리아 (ARIA)                                                                        | 플래티넘 | 50,000^       |
| 벨기에 (BEA)                                                                                 | 골드     | 25,000*       |
| 캐나다 (뮤직 캐나다)                                                                         | 플래티넘 | 100,000^      |
| 프랑스 (SNEP)                                                                                | 플래티넘 | 400,000*      |
| 독일 (BVMI)                                                                                  | 골드     | 250,000^      |
| 이탈리아 (FIMI) sales since 2009                                                             | 골드     | 25,000        |
| 네덜란드 (NVPI)                                                                              | 플래티넘 | 100,000^      |
| 뉴질랜드 (RMNZ)                                                                              | 플래티넘 | 15,000^       |
| 스페인                                                                                       | —        | 50,000        |
| 영국 (BPI) 1979 release                                                                      | 플래티넘 | ~1,000,000    |
| 영국 (BPI) 2003 release                                                                      | 실버     | 60,000^       |
| 미국 (RIAA)                                                                                  | 플래티넘 | 1,000,000^    |
| *판매량을 기반으로 한 인증 · ^출하량을 기반으로 한 인증 · 판매량+스트리밍을 기반으로 한 인증 |          |               |